# Răzvan Vasilescu
Răzvan Vasilescu (n. 14 august 1954, Ploiești) este un actor român de film, teatru, televiziune și de voce. L-a jucat pe Gheorghe Cocoșilă în filmul Moromeții 2.

## Biografie artistică
A jucat în majoritatea filmelor regizorului Lucian Pintilie. În Balanța (1992), a interpretat rolul principal masculin, al doctorului Mitică, alături de actrița Maia Morgenstern, care o interpreta pe Nela, cele două personaje formând un cuplu atipic, care înfrunta cu umor, ireverențe și sarcasm absurdul ultimilor ani ai regimului comunist din România. Vasilescu a interpretat și rolul mafiotului Marcel Ivanov în filmul Marfa și banii (2001) al lui Cristi Puiu, film care a inaugurat, după unii critici, curentul cinematografic numit Noul val românesc. A fost distribuit apoi în roluri asemănătoare în mai multe filme, precum Offset (2006). În filmul Niki Ardelean, colonel în rezervă (2003), a jucat rolul personajului Florian Tufaru, cuscrul antipatic al lui Niki Ardelean (Victor Rebengiuc), pe care reușește să-l determine să își iasă din fire. Un alt rol important a fost Doiaru din lungmetrajul California Dreamin' (nesfârșit), un șef de gară provincial, care oprește o garnitură de tren a NATO sub pretextul lipsei formelor legale. 

## Filmografie

### Filme de cinema
- Înainte de tăcere ‎(1978)
- Un om în loden (1979)
- Blauvogel (1979)
- Mireasa din tren (1980) - Anton
- Ștefan Luchian (1981)
- De ce trag clopotele, Mitică? (1981)
- Înghițitorul de săbii (1982)
- Așteptînd un tren (1982)
- Năpasta (1982)
- Scopul și mijloacele (1983)
- Faleze de nisip (1983)
- Sfîrșitul nopții (1983)
- Piciu (1985)
- Punct... și de la capăt (1987) - Balaban
- Vacanța cea mare (1988) - Chelnerul
- Balanța (1992) - Mitică
- Trahir (1993) - Cristea
- O vară de neuitat (1994) - lt. Turtureanu
- Stare de fapt (1995) - ofițerul de securitate Mureșan
- Craii de Curtea Veche (1996) - Gorică Pirgu
- Prea târziu (1996) - Dumitri Costa
- Ochii care nu se văd (1996) - Radu
- Nekro (1997) - Dl. Matei
- Trenul vieții (1998) - Colonelul țigan
- Terminus Paradis (1998) - căpitanul Burci
- Patul lui Procust (2001) - sergent
- Marfa și banii (2001) - Marcel Ivanov
- Niki Ardelean, colonel în rezervă (2003) - Florian (Flo) Tufaru
- Magnatul (2004) - Nick Moneti
- Lotus (2004) - Polițist
- Hacker (2004) - Enache
- Second Hand (2005) - dl Nicolau
- Femeia visurilor (2005) - Nene
- Doctor Schileru (2005)
- Offset (2006) - Nicu Iorga
- Ticăloșii (2007) - generalul Dorobanțu, comandantul Gărzii Financiare
- California Dreamin' (nesfârșit) (2007) - Doiaru, șeful gării
- Călătoria lui Gruber (2008) - Stăvărache
- Weekend cu mama (2009) - Edwards
- Cenușă și sânge (2009) - Samir
- Carol I - Un destin pentru România (2009) - Ion I.C. Brătianu
- Bibliothèque Pascal (2010) - Gigi Paparu
- Serge Gainsbourg, vie héroïque (2010) - Joseph Gainsbourg
- Luna verde (2010)
- Portretul luptătorului la tinerețe (2010) - Maior Alimănescu[3]
- Nașa (2011) - Nicu
- Undeva la Palilula (2012) - Predoleanu
- S-a furat mireasa (2012) - Vienel „Profesorul”
- Mirage (2013) - Cisco
- Selfie (2014) - Nicu Ceaușu
- Doar cu buletinul la Paris (2015) - Dl. Liviu, administratorul blocului
- Selfie 69 (2016) - Nicu Ceaușu
- Ana, mon amour - Redactor șef
- Moromeții 2 (2018) - Gheorghe Cocoșilă
- Apostolul Bologa (2018) - Generalul Karg
- Mo (2019) - Profu'

### Televiziune
- Hangița (1983) - film TV - servitorul Marchizului
- Amadeus (1984) - film TV - W. A. Mozart
- Dark Prince: The True Story of Dracula (2000) - film TV - Aron
- Sex Traffic (2004) - mini-serie TV - Colonelul Matteo Giusto
- Băieți buni (2005) - serial TV - Procurorul Cornel Caragea
- Păcatele Evei (2005-06) - serial TV - Irinel Manafu
- Cu un pas înainte (2007-08) - serial TV - Radu Tomozei
- Fire and Ice: Cronica Dragonilor (2008) - film TV - Paxian Ru
- SOKO Donau (2009) - serial TV - Andrej Kolakow
- Deschide ochii (2015) - serial TV - Luțu Boureanu
- Atletico Textila (2016) - serial TV - Gică[4]
- Ai noștri (2017) - serial TV - Johnny
- Las Fierbinți (2019) - serial TV - Prefectul
- Whiskey Cavalier (2019) - serial TV - General Andrei Zimbrean

## Teatru
- Ubu Rege (1990) - teatru radiofonic

## Premii, recunoaștere
- 2008: Premiul Gopo pentru cel mai bun actor - "California Dreamin'"[5]
- 2007: Premiul UCIN pentru interpretare rol principal masculin - California Dreamin'"
- 2004: Premiul UCIN pentru interpretare rol secundar masculin - "Magnatul"
- 1992: Premiul UCIN pentru interpretare rol secundar masculin - "Balanța"